# Gabonionta
Gabonionta ist ein 2008 in Gabun, Westafrika, entdecktes, 2010 erstmals beschriebenes makroskopisches Fossil, das mit 2,1 Milliarden Jahren als mögliche früheste Form mehrzelligen Lebens gilt. Mit der Entdeckung wurde der Beginn der Evolution des mehrzelligen Lebens möglicherweise um 1,5 Milliarden Jahre zurückversetzt. Die Entdeckung gelang dem marokkanisch-französischen Geologen Abderrazak El Albani, Universität Poitiers. Die Deutung als Fossil ist allerdings umstritten, Kritiker halten eine anorganische Entstehung der Strukturen für möglich.

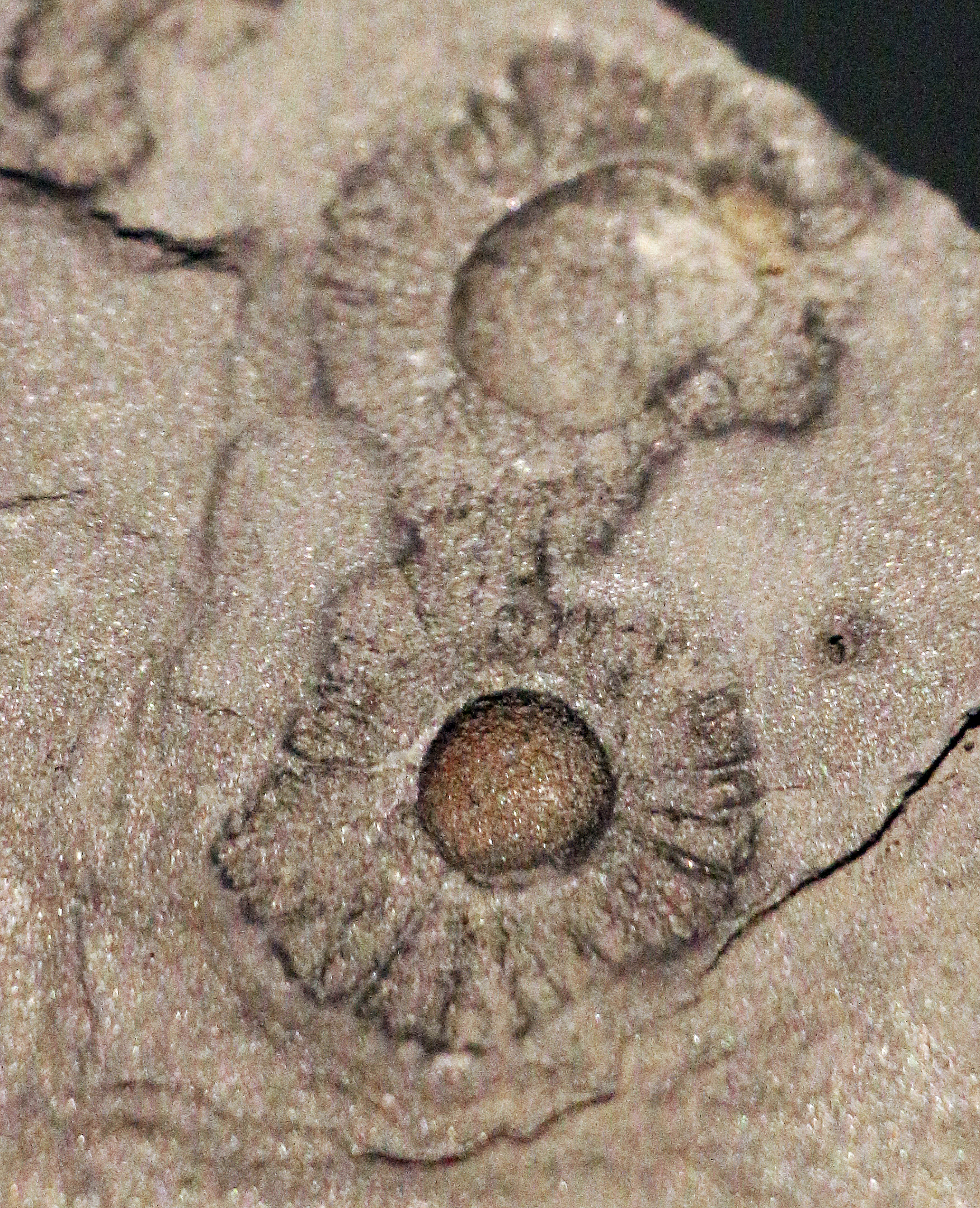
Gabonionta, möglicherweise früheste Form multizellularen Lebens auf der Erde

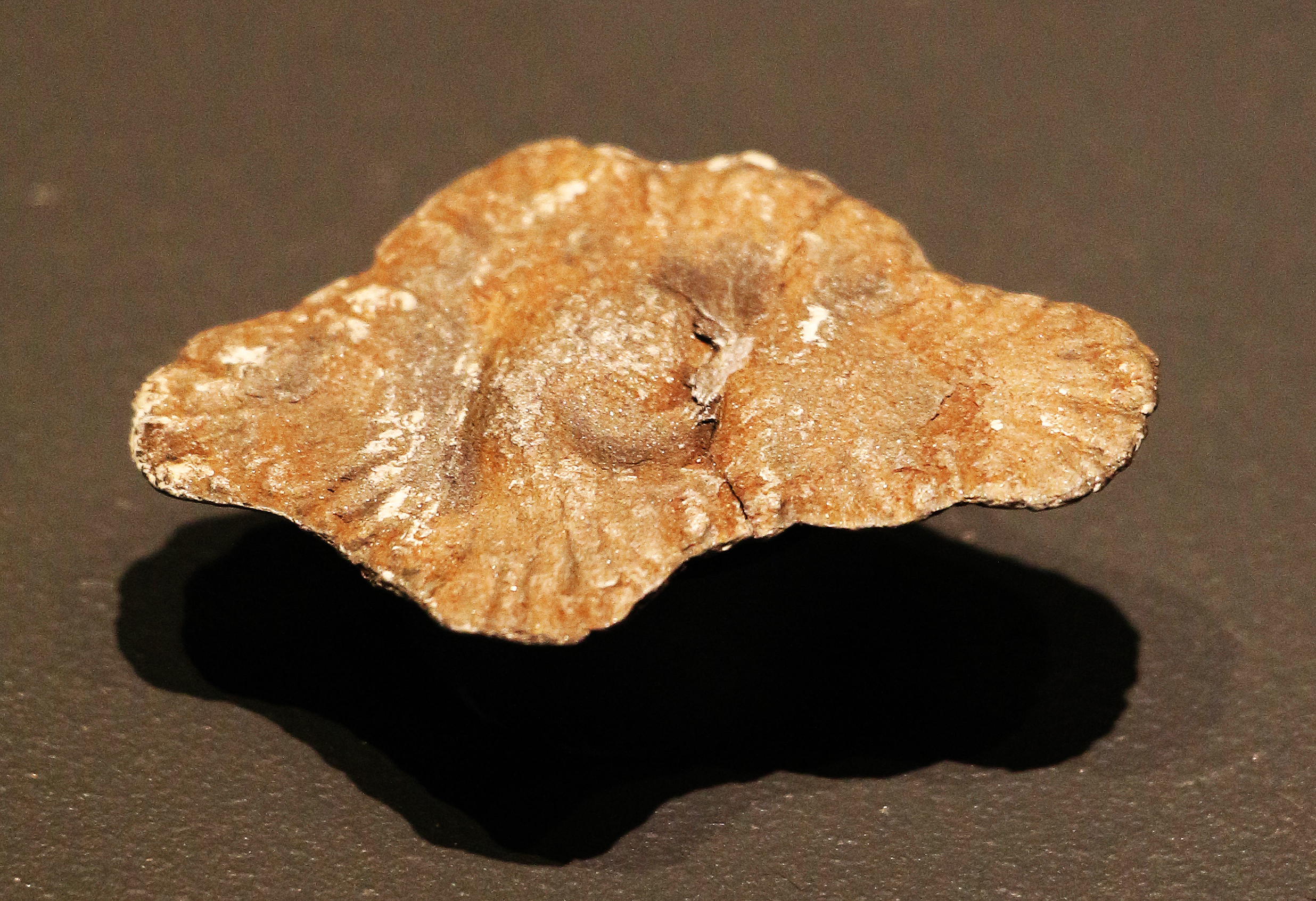
Gabonionta, Querdurchmesser ca. 4 cm

## Morphologie
Gabonionta sind bis zu 17 cm große Strukturen mit komplexer Morphologie, darunter kreisförmige und längliche Formen. Ein kugel- bis ellipsenförmiger Zentralkörper wird von radialen Strukturen umgrenzt. Während die meisten solcher Strukturen aus dem Eisenmineral Pyrit bestehen, kommen selten auch einfache Abdrücke vor, diese zeigen aber bei genauerer Untersuchung zumindest Spuren von Pyrit. Gabonionta zeigen Dreidimensionalität mit koordiniertem Wachstum, dies kann als Hinweis auf Zell-Zell-Kommunikation gewertet werden, wie sie schon vor dem Auftreten der Multizellularität existierte. Die Funde könnten möglicherweise mehreren variablen Arten angehören.
Später in derselben Formation gefundene Formen ähneln eher langgestreckten, schnurförmigen Gebilden mit knotiger Struktur, diese sind allerdings durch eingeschaltete flache Bereiche morphologisch mit den bisher gefundenen lappenförmigen Gebilden verbunden.

## Fundort
Die Funde entstammen Tonschiefern des Franceville-Beckens in Gabun, die Teil einer Abfolge von nichtmetamorphen Sedimentgesteinen aus dem Paläoproterozoikum von insgesamt 1000 bis 2500 Meter Mächtigkeit bilden. Es handelt sich um marine Ablagerungen von schwarzen Tonschiefern mit eingeschalteten schmalen Sandsteinlagen, die vermutlich in relativ flachem Schelfmeer, aber unterhalb der vom Wellenschlag beeinflussten Sturmwellenbasis abgelagert wurden. Die Sedimente der fossilführenden Schichten sind nach geochronologischer Altersbestimmung, je nach Methode, etwa 2 bis 2,1 Milliarden Jahre alt. Obwohl die genaue Deutung auch hier umstritten ist, gelten die Ablagerungen als eines der frühesten Beispiele von unter Einfluss von freiem Sauerstoff am Meeresboden abgelagertem Sediment.
In den Sedimenten wurden außerdem kleine Hohlstrukturen aus kohlenstoffreichem, organischem Material gefunden, die vermutlich als Mikrofossilien zu den Acritarcha gehören, einer in ihrer Zuordnung problematischen Gruppe, die aber meist als Zysten oder Dauerstadien von Protozoen interpretiert werden.

## Ursprung des Namens
In der Arbeit von El Albani et al. (2010) wurde für die Fossilien kein taxonomischer Name verwendet. Erst in der Ausstellung des Naturhistorischen Museums in Wien, bei der die Objekte vom 12. März bis 5. Oktober 2014 erstmals der Öffentlichkeit präsentiert wurden, prägte Mathias Harzhauser (Direktor der Geologisch-Paläontologischen Abteilung des NHMW) in Absprache mit Abderrazak El Albani den populärwissenschaftlichen Begriff „Gabonionta“.

## Einordnung
Die Einordnung als mehrzelliges Lebewesen bedarf weiterer Forschung. Da die Struktur der Funde unklar ist, gehen alle Hinweise auf Mehrzelligkeit auf die ungewöhnliche Größe der Objekte zurück, weitere Hinweise auf Mehrzelligkeit sind extrem unsicher und interpretationsabhängig. Der 2014 verstorbene Paläontologe Adolf Seilacher (Göttingen und Yale) meinte 2010, es könnte sich um Aggregationen des Minerals Pyrit handeln, welches in verschiedene Ausformungen wuchs, in Abhängigkeit von dem umgebenden Sediment. Möglich wären auch Ansammlungen oder Matten aus Mikroben, die erst nach ihrem Tod durch Wachstum von Pyrit-Kristallen verfestigt wurden, wodurch größere Organismen vorgetäuscht wurden. Nach den Befunden der Erforscher ist das Verhältnis der Schwefelisotope im Pyrit der „Zentralkörper“ und der kragenförmigen Erweiterungen völlig einheitlich; dies spricht gegen Deutungen als zwei aufeinanderfolgende Kristall-Generationen, die aufeinander aufgewachsen wären. Bei einer über längere Zeit ablaufenden Kristallation wäre zu erwarten, dass durch die geringen aber messbaren Unterschiede in der Reaktionskinetik verschiedener Schwefelisotope, selbige in unterschiedlichen Schichten unterschiedliche Konzentrationen aufweisen würden.
Gebilde vergleichbarer Morphologie, die in der mesoproterozoischen Copper-Harbor Formation in Michigan, USA entdeckt worden sind, wurden von ihren Entdeckern als anorganische Bildungen klassifiziert.